# Allium yanchiense
Allium yanchiense — вид рослин з родини амарилісових (Amaryllidaceae); ендемік Китаю.

## Опис
Цибулина одиночна або скупчена, вузько-яйцювата, діаметром 1–2 см; оболонка брудно-сіра. Листки коротші від стеблини, 1–2 мм завширшки, півциліндричні, гладкі або злегка лускато-зубчасті уздовж кутів. Стеблина 20–40 см, циліндрична, гладка або злегка лускато-зубчаста, вкрита листовими піхвами лише в основі. Зонтик кулястий, густо багатоквітий. Оцвітина від білої до блідо-червоної, іноді зеленувата; сегменти зазвичай з блідо-червоною серединкою; зовнішні довгасто-яйцюваті, 4–5.2 × 1.8–2.7 мм, верхівка тупа; внутрішні від довгастих до яйцювато-довгастих, 4–6 × 2–2.9 мм, верхівка тупа, іноді неправильно зубчаста. Період цвітіння й плодоношення: серпень — вересень.

## Поширення
Ендемік Китаю — Ганьсу, Хебей, Внутрішня Монголія, Нінся, Цінхай, Шеньсі, Шаньсі.
Населяє тінисті і вологі схили, долини; 1300–2000 м.